# Адамс, Люкман Расакович
Люкман Расакович А́дамс (24 сентября 1988, Ленинград) — российский легкоатлет, специализирующийся в тройном прыжке. Первый темнокожий легкоатлет в истории сборной России.

## Биография
Его отец нигериец, а мать — русская. Родился и вырос в Санкт-Петербурге. Брат — Лайонел, футболист, воспитанник московского ЦСКА. Поначалу занимался баскетболом, но особых успехов не достиг и перешёл в лёгкую атлетику. Сначала бегал спринт. Тренировался в школе Алексеева у Юрия Зуенко и Юрия Бриккера. Потом перешёл в прыжковый сектор, но быстро достиг предела в тройном — 15,90 метра. Тогда ему посоветовали ехать в Москву к Евгению Тер-Аванесову. Он согласился взять его в свою группу, и уже через полгода после переезда Адамс выиграл чемпионат Европы среди юниоров 2007 года с результатом 16,50. Зимой 2008 личный рекорд равнялся уже 16,86.
Учился на заочном отделении Центрального института физической культуры и параллельно проходил службу в Вооружённых Силах России. Место его службы — Военно-космическая академия имени А. Ф. Можайского. 
На Олимпийских играх в Лондоне 2012 занял 9 место, не попав в финальную часть соревнований.
Бронзовый призёр чемпионата Украины 2013 года.
Заслуженный мастер спорта России (2014) .

## Дисквалификация
В феврале 2019 году Спортивный арбитражный суд (CAS) в Лозанне признал Адамса виновным в нарушении антидопинговых правил. Аннулированы результаты соревнований Адамса с 16 июля 2012 года по 14 сентября 2014 года. Спортсмен дисквалифицирован на 4 года с 31.01.2019.

## Достижения
| Год  | Соревнование                   | Место проведения       | Место   | Результат |
| ---- | ------------------------------ | ---------------------- | ------- | --------- |
| 2007 | Чемпионат Европы среди юниоров | Хенгело, Голландия     | 1       | 16,50 м   |
| 2010 | Чемпионат Европы               | Барселона, Испания     | 6       | 16,78 м   |
| 2012 | Чемпионат мира в помещении     | Стамбул, Турция        | 3       | 17,36 м   |
| 2012 | Олимпийские игры               | Лондон, Великобритания | 9 (DSQ) | 16,78 м   |
| 2014 | Чемпионат мира в помещении     | Сопот, Польша          | 1 (DSQ) | 17,37 м   |
| 2014 | Чемпионат Европы               | Цюрих, Швейцария       | 2 (DSQ) | 17,09 м   |
| 2014 | Континентальный кубок          | Марракеш, Марокко      | 6 (DSQ) | 16,82 м   |
| 2015 | Чемпионат мира                 | Пекин, Китай           | 5       | 17,28 м   |

### Личные рекорды
- Прыжок в длину — 8,01 м (2015 г.)
- Тройной прыжок[7]:
  - 17,53 м (Сочи, 27 мая 2012 г.)
  - в помещении — 17,36 м (Стамбул, 11 марта 2012 г.)